# Мария Кристина Вюртембергская
Мария Кристина Вюртембергская (нем. Maria Christina von Württemberg, род. 2 сентября 1924, Тюбинген) — представительница Вюртембергского дома. Принцесса Лихтенштейнская по браку.

## Биография
Мария родилась 2 сентября 1924 года, в Тюбингене. Является единственной дочерью Филиппа Альбрехта Вюртембергского (1893—1975), от брака с Еленой Австрийской (1903—1924). Через шесть дней после рождения, мать Кристины умерла. В 1928 году, её отец женился на сестре её матери. У них родилось 6 детей.
Первую половину детства она провела в Штутгарте. Она посещала монастырскую школу, недалеко от Альтёттинга, а затем школу во Фраймбурге. Когда она была в Швейцарии, она выучила французский язык.
После замужества она и супруг часто посещали Меран. До смерти мужа, семья проживала в Вене.
В данный момент она живёт в замке Роттенштайн, в Южном Тироле. Она также много времени проводит с единственным сыном, Кристофом.
Мария Кристина является самым долгоживущим членом Вюртембергского дома. 2 сентября 2024 года она отметила своё 100-летие. Она пережила всех сводных братьев и сестёр, кроме Марии Терезы Вюртембергской (род. 1934).

## Личная жизнь
Мария вышла замуж 23 сентября 1948 года за Георга Лихтенштейнского (1911—1998), третьего сына Алоиза Лихтенштейнского (1893—1975), и Елизаветы Амалии Австрийской (1878—1960). У супругов родилось 7 детей:
- Маргарита (1 мая 1950 — 25 июля 2013), в 1974 году вышла замуж за Ханса-Петера Клиена (1946—2014). 2 детей.
- Мария Ассунта (род. 28 апреля 1952), в 1981 году вышла замуж за Харальда Линка (род. 1955). 2 детей.
- Изабелла (род. 17 мая 1954), в 1976 году вышла замуж за графа Раймунда цу Эрбах-Фюрстенау (1951—2017). 4 детей.
- Кристоф (род. 15 января 1958), не женат. Бездетен.
- Мария Елена (род. 8 сентября 1960), не замужем. Детей нет.
- Георгина (род. 13 ноября 1962), в 1985 году вышла замуж за графа Клеменса фон Вальдбурга цу Цейль унд Траухбурга (род. 1960). 5 детей.
- Микаэла (род. 5 июля 1969), в 2008 году вышла замуж за Александра Хойкена (род. 1977). 1 ребёнок.[7]

Мария Кристина овдовела 18 января 1998 года.

## Титулы и обращения
- 2 сентября 1924 — 23 сентября 1948: Её Королевское Высочество герцогиня Мария Кристина Вюртембергская
- С 23 сентября 1948: Её Высочество принцесса Мария Кристина Лихтенштейнская, графиня Ритберг